# Umaglesi Liga 2012-2013
L'Umaglesi Liga 2012-2013 è stata la ventiquattresima edizione della massima serie del campionato georgiano di calcio. La stagione è iniziata il 10 agosto 2012 e si è conclusa il 19 maggio 2013. La Dinamo Tbilisi ha vinto il campionato per la quattordicesima volta nella propria storia.

## Stagione

### Novità
Dalla Umaglesi Liga 2011-2012 sono stati retrocessi lo Spartaki-Tskhinvali e il Gagra, mentre dalla Pirveli Liga sono stati promossi il Chik. Sachkhere e la Dinamo Batumi.

### Formula
Il campionato constava di una doppia fase. Nella prima fase le 12 squadre partecipanti si sono affrontate in un girone all'italiana con partite di andata e ritorno, per un totale di 22 giornate. Le prime sei classificate sono state ammesse alla seconda fase per decretare la squadra campione, mentre le restanti sei squadre sono state ammesse alla seconda fase per decretare le retrocessioni.

Nella seconda fase in entrambi i gruppi le squadre si sono affrontate in un girone all'italiana con partite di andata e ritorno, per un totale di 10 giornate. Alla seconda fase ciascuna squadra accedeva con i punti conquistati nel corso della prima fase. Nel gruppo per il titolo la squadra prima classificata è stata dichiarata campione di Georgia ed ammessa al secondo turno preliminare della UEFA Champions League 2013-2014. La seconda e la terza classificata venivano ammesse al primo turno preliminare della UEFA Europa League 2013-2014. Se la squadra vincitrice della coppa nazionale, ammessa al secondo turno preliminare della UEFA Europa League 2013-2014, si classificava al secondo o terzo posto, l'accesso al primo turno di Europa League andava a scalare. Nel gruppo per la salvezza le ultime due classificate venivano retrocesse in Pirveli Liga.

## Squadre partecipanti
| Club               | Stagione | Città     | Stadio                    | Stagione 2011-2012                 |
| ------------------ | -------- | --------- | ------------------------- | ---------------------------------- |
| Baia Zugdidi       |          | Zugdidi   | Stadio Gulia Tutberidze   | 7º posto in Umaglesi Liga          |
| Chik. Sachkhere    |          | Sachkhere | Stadio Centrale           | 1º posto nella poule retrocessione |
| Dila Gori          | dettagli | Gori      | Stadio Tengiz Burjanadze  | 5º posto in Umaglesi Liga          |
| Dinamo Batumi      |          | Batumi    | Stadio Shukura (Kobuleti) | 2º posto nella poule retrocessione |
| Dinamo Tbilisi     | dettagli | Tbilisi   | Stadio Boris Paichadze    | 4º posto in Umaglesi Liga          |
| K'olkheti Poti     |          | Poti      | Stadio Fazisi             | 6º posto in Umaglesi Liga          |
| Merani Mart'vili   |          | Mart'vili | Stadio Municipale         | 8º posto in Umaglesi Liga          |
| Met'alurgi Rustavi | dettagli | Rustavi   | Stadio Poladi             | 2º posto in Umaglesi Liga          |
| Sioni Bolnisi      | dettagli | Bolnisi   | Stadio Tamaz Stephania    | 3º posto nella poule retrocessione |
| T'orp'edo Kutaisi  |          | Kutaisi   | Stadio Givi Kiladze       | 3º posto in Umaglesi Liga          |
| WIT Georgia        |          | Tbilisi   | Mtskheta Park (Mtskheta)  | 4º posto nella poule retrocessione |
| Zest'aponi         | dettagli | Zestaponi | Stadio Davit Abashidze    | Campione di Georgia                |

## Prima fase

### Classifica finale
|  | Pos. | Squadra            | Pt | G  | V  | N | P  | GF | GS | DR  |
|  | ---- | ------------------ | -- | -- | -- | - | -- | -- | -- | --- |
|  | 1.   | Dinamo Tbilisi     | 52 | 22 | 16 | 4 | 2  | 63 | 19 | +44 |
|  | 2.   | Dila Gori          | 49 | 22 | 16 | 1 | 5  | 36 | 15 | +21 |
|  | 3.   | T'orp'edo Kutaisi  | 45 | 22 | 14 | 3 | 5  | 41 | 18 | +23 |
|  | 4.   | Chik. Sachkhere    | 43 | 22 | 13 | 4 | 5  | 35 | 21 | +14 |
|  | 5.   | Zest'aponi         | 37 | 22 | 11 | 4 | 7  | 30 | 20 | +10 |
|  | 6.   | Baia Zugdidi       | 35 | 22 | 10 | 5 | 7  | 27 | 26 | +1  |
|  | 7.   | Met'alurgi Rustavi | 31 | 22 | 9  | 4 | 9  | 21 | 26 | -5  |
|  | 8.   | Merani Mart'vili   | 23 | 22 | 7  | 2 | 13 | 23 | 36 | -13 |
|  | 9.   | WIT Georgia        | 22 | 22 | 5  | 7 | 10 | 15 | 29 | -14 |
|  | 10.  | Sioni Bolnisi      | 18 | 22 | 4  | 6 | 12 | 14 | 38 | -24 |
|  | 11.  | Dinamo Batumi      | 13 | 22 | 3  | 4 | 15 | 22 | 47 | -25 |
|  | 12.  | K'olkheti Poti     | 4  | 22 | 0  | 4 | 18 | 11 | 43 | -32 |

Legenda:
      Qualificate alla fase per il titolo.
      Qualificate alla fase per la retrocessione.
Note:
Tre punti a vittoria, uno a pareggio, zero a sconfitta.

### Risultati
|                    | Bai  | Chi  | Dil  | DiB  | DiT  | Kol  | Mer  | Met  | Sio  | Tor  | WIT  | Zes  |
| ------------------ | ---- | ---- | ---- | ---- | ---- | ---- | ---- | ---- | ---- | ---- | ---- | ---- |
| Baia Zugdidi       | –––– | 4-2  | 0-0  | 2-0  | 1-1  | 1-0  | 3-2  | 2-1  | 2-0  | 2-1  | 2-0  | 0-3  |
| Chikhura Sachkhere | 2-0  | –––– | 0-2  | 3-0  | 0-0  | 2-1  | 1-0  | 1-0  | 2-1  | 0-0  | 4-0  | 3-1  |
| Dila Gori          | 3-0  | 2-3  | –––– | 2-0  | 2-0  | 1-0  | 2-1  | 3-0  | 2-3  | 0-1  | 0-1  | 1-0  |
| Dinamo Batumi      | 0-4  | 0-2  | 1-2  | –––– | 0-3  | 3-1  | 4-0  | 0-2  | 0-1  | 0-2  | 0-1  | 3-3  |
| Dinamo Tbilisi     | 2-0  | 5-2  | 3-0  | 5-3  | –––– | 5-0  | 3-1  | 3-0  | 7-2  | 3-2  | 5-0  | 2-1  |
| Kolkheti Poti      | 1-1  | 0-2  | 0-3  | 1-2  | 0-2  | –––– | 0-1  | 2-3  | 0-1  | 1-1  | 1-1  | 0-2  |
| Merani Mart'vili   | 1-2  | 1-0  | 2-3  | 3-1  | 0-4  | 4-0  | –––– | 0-0  | 1-0  | 3-0  | 1-0  | 0-3  |
| Met'alurgi Rustavi | 5-1  | 1-1  | 0-2  | 2-1  | 0-1  | 2-1  | 1-0  | –––– | 1-0  | 0-4  | 0-2  | 1-1  |
| Sioni Bolnisi      | 0-0  | 0-3  | 0-2  | 2-2  | 0-5  | 0-0  | 2-1  | 0-0  | –––– | 0-2  | 1-1  | 0-2  |
| Torpedo Kutaisi    | 1-0  | 3-1  | 0-1  | 5-1  | 2-2  | 2-1  | 4-0  | 1-0  | 4-1  | –––– | 2-0  | 1-0  |
| WIT Georgia        | 0-0  | 0-1  | 0-2  | 1-1  | 1-1  | 2-0  | 0-0  | 0-1  | 0-0  | 1-3  | –––– | 2-3  |
| Zest'aponi         | 1-0  | 0-0  | 0-1  | 0-0  | 2-1  | 2-1  | 3-1  | 0-1  | 1-0  | 1-0  | 1-2  | –––– |

## Seconda fase

### Gruppo per il titolo

#### Classifica finale
|  | Pos. | Squadra           | Pt | G  | V  | N | P | GF | GS | DR  |
|  | ---- | ----------------- | -- | -- | -- | - | - | -- | -- | --- |
|  | 1.   | Dinamo Tbilisi    | 52 | 32 | 16 | 4 | 2 | 63 | 19 | +44 |
|  | 2.   | Dila Gori         | 49 | 32 | 16 | 1 | 5 | 36 | 15 | +21 |
|  | 3.   | T'orp'edo Kutaisi | 45 | 32 | 14 | 3 | 5 | 41 | 18 | +23 |
|  | 4.   | Chik. Sachkhere   | 43 | 32 | 13 | 4 | 5 | 35 | 21 | +14 |
|  | 5.   | Zest'aponi        | 37 | 32 | 11 | 4 | 7 | 30 | 20 | +10 |
|  | 6.   | Baia Zugdidi      | 35 | 32 | 10 | 5 | 7 | 27 | 26 | +1  |

Legenda:
      Campione di Georgia e ammessa alla UEFA Champions League 2013-2014
      Ammesse alla UEFA Europa League 2013-2014
Note:
Tre punti a vittoria, uno a pareggio, zero a sconfitta.

#### Risultati
|                    | Bai  | Chi  | Dil  | DiT  | Tor  | Zes  |
| ------------------ | ---- | ---- | ---- | ---- | ---- | ---- |
| Baia Zugdidi       | –––– | 1-3  | 1-2  | 0-2  | 1-4  | 0-0  |
| Chikhura Sachkhere | 2-1  | –––– | 1-2  | 2-4  | 1-1  | 1-0  |
| Dila Gori          | 6-0  | 4-0  | –––– | 0-1  | 1-2  | 2-1  |
| Dinamo Tbilisi     | 3-0  | 3-0  | 0-0  | –––– | 4-0  | 6-1  |
| Torpedo Kutaisi    | 2-0  | 0-0  | 5-4  | 1-1  | –––– | 1-0  |
| Zest'aponi         | 2-0  | 1-4  | 0-3  | 0-1  | 0-0  | –––– |

### Gruppo per la retrocessione

#### Classifica finale
|  | Pos. | Squadra            | Pt | G  | V  | N | P  | GF | GS | DR  |
|  | ---- | ------------------ | -- | -- | -- | - | -- | -- | -- | --- |
|  | 7.   | Met'alurgi Rustavi | 44 | 32 | 12 | 8 | 12 | 29 | 35 | -6  |
|  | 8.   | Merani Mart'vili   | 34 | 32 | 10 | 4 | 18 | 31 | 51 | -20 |
|  | 9.   | WIT Georgia        | 33 | 32 | 8  | 9 | 15 | 25 | 42 | -17 |
|  | 10.  | Sioni Bolnisi      | 33 | 32 | 8  | 9 | 15 | 31 | 51 | -20 |
|  | 11.  | Dinamo Batumi      | 31 | 32 | 8  | 7 | 17 | 39 | 55 | -16 |
|  | 12.  | K'olkheti Poti     | 18 | 32 | 3  | 8 | 21 | 22 | 56 | -34 |

Legenda:
      Retrocesse in Pirveli Liga 2013-2014
Note:
Tre punti a vittoria, uno a pareggio, zero a sconfitta.

#### Risultati
|                    | DiB  | Kol  | Mer  | Met  | Sio  | WIT  |
| ------------------ | ---- | ---- | ---- | ---- | ---- | ---- |
| Dinamo Batumi      | –––– | 2-2  | 6-0  | 0-1  | 1-1  | 2-0  |
| K'olkheti Poti     | 1-1  | –––– | 1-2  | 0-0  | 2-1  | 2-0  |
| Merani Mart'vili   | 0-1  | 0-1  | –––– | 1-0  | 1-2  | 2-0  |
| Met'alurgi Rustavi | 0-1  | 1-0  | 1-1  | –––– | 0-0  | 0-2  |
| Sioni Bolnisi      | 0-1  | 6-2  | 3-1  | 2-2  | –––– | 0-3  |
| WIT Georgia        | 3-2  | 0-0  | 0-0  | 2-3  | 0-2  | –––– |